# Acusación federal contra Donald Trump (caso de obstrucción electoral)
Estados Unidos de América contra Donald J. Trump es un caso penal federal pendiente contra Donald Trump, el presidente número 45 de los Estados Unidos de 2017 a 2021, en relación con su presunta participación en intentos de anular las elecciones presidenciales estadounidenses de 2020, incluida su participación en la Ataque al Capitolio del 6 de enero.
Trump se ha declarado inocente de haber intentado anular los resultados de las elecciones mediante un complot en el que se crearían listas de electores falsos pro-Trump. Trump presionó al entonces vicepresidente Mike Pence para que contara a los electores falsos en lugar de a los electores certificados por los legisladores estatales. El Departamento de Justicia abrió una investigación en enero de 2022 sobre el complot, ampliándola para abarcar el 6 de enero. En noviembre de 2022, el fiscal general Merrick Garland nombró a Jack Smith para dirigir una investigación del fiscal especial que abarca las investigaciones sobre los intentos de anular las elecciones y el manejo de Trump de documentos gubernamentales.
El 1 de agosto de 2023, un gran jurado acusó a Trump en el Tribunal de Distrito de los Estados Unidos del Distrito de Columbia de cuatro cargos por su conducta desde las elecciones presidenciales de 2020 hasta el ataque al Capitolio del 6 de enero: conspiración para defraudar a los Estados Unidos en virtud del Título 18 del Código de los Estados Unidos; obstrucción de un procedimiento oficial y conspiración para obstruir un procedimiento oficial bajo la Ley Sarbanes-Oxley de 2002, y conspiración contra derechos bajo la Ley de Ejecución de 1870. La acusación menciona a seis cómplices anónimos. Es la tercera acusación de Trump y la primera acusación contra un presidente de Estados Unidos en relación con acciones mientras estaba en el cargo. Trump compareció en una lectura de cargos el 3 de agosto, donde se declaró inocente. El cargo con la pena más larga conlleva una pena máxima de 20 años de prisión.
El 2 de febrero de 2024, la jueza Tanya Chutkan señaló que no programaría un juicio hasta que el Tribunal de Apelaciones del Circuito de DC decidiera si Trump era inmune al procesamiento. Después de que ese tribunal dictaminara por unanimidad que Trump no era inmune, Trump apeló ante la Corte Suprema de Estados Unidos, la cual dictaminó el 1 de julio que los expresidentes tienen "cierta inmunidad frente al procesamiento penal" por sus "actos oficiales" realizados durante su presidencia.